# Symploce hebardi
Symploce hebardi är en kackerlacksart som beskrevs av Karlis Princis 1969. Symploce hebardi ingår i släktet Symploce och familjen småkackerlackor. Inga underarter finns listade i Catalogue of Life.